# هاوم (أرحب)

تعديل مصدري - تعديل

هاوم هي إحدى قرى عزلة عيال عبد الله بمديرية أرحب التابعة لمحافظة صنعاء، بلغ تعداد سكانها 541 نسمة حسب تعداد اليمن لعام 2004.